# Teresa Haremza
Teresa Haremza z domu Iwaniszewska (ur. 5 października 1952 w Koźlu, obecnie Kędzierzyn-Koźle, zm. 11 marca 1996 w Sydney) – polska piosenkarka, kojarzona głównie z nurtem poezji śpiewanej, działała również w nurcie muzyki rozrywkowej.

## Życiorys
Ceniona w latach 70. i 80. XX w. wokalistka, zainteresowania muzyczne wykazywała już jako dziecko. Około 1966 roku otrzymała od rodziców pierwszą gitarę. Brała udział w konkursach szkolnych i regionalnych. Na scenie ogólnopolskiej zaistniała w 1970 roku, reprezentując miasto Opole na Festiwalu Piosenki Radzieckiej w Zielonej Górze. Zaśpiewała piosenkę z repertuaru Bułata Okudżawy Modlitwa François Villon i zasłużenie zdobyła Nagrodę Dziennikarzy.
W tym samym roku zdała egzamin na Wydział Polonistyki Uniwersytetu Wrocławskiego, lecz z powodu „braku miejsc” (brak punktów za pochodzenie) nie uzyskała indeksu. W latach 1970–1971 pracowała w charakterze pracownika kulturalno-oświatowego w Domu dla niewidomych w Trawnikach. W 1971 roku rozpoczęła studia na Wydziale Psychologii U. Wr., których nie ukończyła dyplomem, ponieważ nie udało jej się pogodzić drogi artystycznej ze studiami. 
W czasach studenckich wokalistka współpracowała z zespołem spod znaku poezji śpiewanej „Poe”. W 1973 roku na Festiwalu w Krakowie artyści otrzymali nagrodę za interpretację (ex aequo z Renatą Kretówną). Piosenkarka wykonała Psalm braterski do wiersza Tadeusza Nowaka. W 1974 roku wzięła udział w studenckim festiwalu FAMA ’74, reprezentując środowisko studenckie Wrocławia. 
W kwietniu 1975 r. zdobyła dwie nagrody rektorskie na XII Ogólnopolskim Festiwalu Piosenki i Piosenkarzy Studenckich w Krakowie za możliwości wykonawcze. W grudniu 1976 roku na Przeglądzie Piosenki Literackiej „Liryka'76” we Wrocławiu poznała Marka Grechutę. Dzięki tej znajomości związała się ze środowiskiem krakowskim i Teatrem STU.
Wzięła udział w przedstawieniu pt. Exodus. Fragmenty spektaklu ukazały się na longplayu Songi Teatru STU w wykonaniu Marka Grechuty, Włodzimierza Jasińskiego, Romy Warmus, T. Haremzy (w duecie z Grechutą: Gdzie mieszkasz nocy i samodzielnie: Na szarość naszych nocy) i Zespołu Teatru STU. W 1977 roku Teresa Haremza zajęła IV miejsce na festiwalu opolskim (ex aequo z Andrzejem Rosiewiczem i Krystyną Jandą) za wykonanie piosenki pt. Gdzie mieszkasz nocy (muz. M. Grechuta, sł. L. A. Moczulski).   
Kolejny projekt we współpracy z Grechutą to praca przy realizacji spektaklu Szalona lokomotywa, w którym brała udział. W lutym 1978 roku, obok Krystyny Jandy towarzyszyła artyście podczas jubileuszu 10-lecia jego pracy artystycznej, który odbył się w sali klubu Riviera-Remont. W tym samym roku podczas XVI KFPP w Opolu Maciej Śniegocki otrzymał nagrodę specjalną za aranżację piosenki Zejdźmy ze sceny (muz. Janusz Sent, sł. Jadwiga Has) w wykonaniu Teresy Haremzy.
Piosenkarka znalazła się w gronie polskich artystów, na czele z Czesławem Niemenem, Marylą Rodowicz (również brała udział realizacji musicalu Szalona Lokomotywa), Januszem Olejniczakiem, Andrzejem i Elizą, 2 plus 1, Zespołem Pieśni i Tańca Uniwersytetu Jagiellońskiego „Słowianki” i Chórem Akademickim Politechniki Szczecińskiej, które na przełomie lipca i sierpnia 1978 wzięło udział w XI Światowy Festiwal Młodzieży i Studentów w Hawanie (Kuba).
W 1979 roku, w ramach Międzynarodowej Wiosny Estradowej w Poznaniu, Marek Grechuta i Teresa Haremza zaprezentowali premierowe wykonanie oratorium pt. Zapach łamanego w rękach chleba do wierszy Tadeusza Kubiaka. W tym samym roku na rynku ukazała się płyta – Pieśni Marka Grechuty do słów Tadeusza Nowaka, zawierająca trzy utwory w wykonaniu piosenkarki, tj.: Za lasami za wodami, W małym miasteczku, Matko Naturo. 
Na XVII KFPP Opole ’79, w koncercie Premiery Teresa Haremza wykonała kompozycję napisaną specjalnie dla niej przez Czesława Niemena do słów J. Has – Sprzedaję łzy, kupuję sny (bez nagrody – piosenka miała być „zbyt trudna” z „brakiem walorów komercyjnych”). Wystąpiła również u boku Seweryna Krajewskiego w filmie muzycznym pt. Pechowy dzień (1979).
W 1980 roku wydarzeniem okazał się przyjęty entuzjastycznie recital artystki na Festiwalu w Zielonej Górze. Na listach przebojów Non Stopu pojawiły się piosenki w jej wykonaniu: Za oknem bal (muz. S. Krajewski, sł. J. Has) i Spada na ziemię srebrny pył (muz. Tadeusz Janik, sł. J. Has). Koniec roku przyniósł kolejny sukces. Uznaniem cieszył się wystawiony w Teatrze Muzycznym w Gdyni spektakl Kolęda-Nocka (muz. Wojciech Trzciński, sł. Ernesta Bryll) z udziałem Krystyny Prońko i Teresy Haremzy.
We wrześniu 1981 roku piosenkarka wraz z mężem i przyjaciółmi znalazła się w Holandii, a następnie w Niemczech, gdzie dowiedziała się o stanie wojennym w Polsce. Pojawiła się wówczas w audycji Radia Wolna Europa. W 1982 roku wyemigrowała do Australii i zamieszkała w Sydney. W 1985 roku piosenkarka nagrała angielskojęzyczny longplay pt. Teresa Haremza. Na obczyźnie brała czynny udział w życiu artystycznym – na swoim koncie ma rolę filmową i długoletnią współpracę z teatrem.
Teresa Haremza zachorowała w 1990 roku. Przez sześć lat walczyła z nieuleczalną chorobą. Zmarła w Sydney i tam też została pochowana. 24 listopada 2017 roku w Kędzierzynie Koźlu odbyła się uroczystość nadania imienia Teresy Haremzy muszli koncertowej, mieszczącej się przy ul. Dunajewskiego. Tablicę pamiątkową odsłonił brat artystki Leszek Iwaniszewski.

## Życie prywatne
W 1976 roku Teresa Iwaniszewska wyszła za mąż za artystę fotografika Grzegorza Haremzę. Z tego małżeństwa w 1984 roku urodziła im się córka Julia (mieszka w Canberze).

## Dyskografia

### Albumy
- 1985: Teresa Haremza (LP, Larrikin Records)

### Kompilacje
- 1978: Songi Teatru STU (LP, Polskie Nagrania)[3]
- 1978: Hasta La Victoria Siempre – Havana'78 (LP, Pronit)
- 1978: Hawana '78 (LP, Polskie Nagrania)[8]
- 1978: Opole 78 (MC, Wifon)
- 1980: Międzynarodowa Wiosna Estradowa'80 (LP, Polskie Nagrania)
- 1980: My wrocławianie (LP, Pronit)
- 1998: Ballady z Bukowiny i Krainy Nostalgii – Portret (CD, Karolex)

### Single
- 1980 : Gwiezdny pył / Będę śpiewać, śpiewać (SP, Tonpress)

### Pocztówki dźwiękowe
- 1980: Za oknem bal / Gdy szukam słów (SP, Tonpress)

### Inne nagrania
Z Markiem Grechutą:
- 1978: Muza Pomyślności / Głos (SP, Tonpress)[9][10]
- 1979: Pieśni Marka Grechuty do słów Tadeusza Nowaka (LP, Pronit)

Z Krystyną Prońko:
- 1981: Kolęda Nocka (LP, Pronit)
- 1990: Firma „Ja i Ty” (LP, Polskie Nagrania)

## Filmografia
- 1979: Być ptakiem (reż. Leszek Wosiewicz; wykonanie piosenki Widziałam ja orła)[11]
- 1979: Pechowy dzień (reż. Barbara Sass; obsada aktorska i wykonanie piosenek)[12]
- 1981: ... I buchnie kolędy pożar (reż. Piotr Szalsza; obsada aktorska)[11]

## Programy telewizyjne
- 1978: Pieśni miłości i nienawiści (reż. Tomasz Zygadło; obsada aktorska)[13]